# Andrea Lancia
Andrea Lancia (avant 1297 - documenté de 1315 à 1357) est un notaire et écrivain florentin, qui a joué un rôle humaniste important en traduisant en toscan les textes latins (non seulement les classiques mais aussi les décrets, les lois de Florence), les rendant ainsi accessibles au plus grand nombre.

## Biographie
Son activité de notaire est bien documentée : le premier acte signé de sa main remonte au 3 juin 1315, le dernier est de 1351.
En avril 1324 alors qu'il se rendait à la cour papale en Avignon il est attaqué par les troupes de Castruccio Castracani et emprisonné dans la forteresse de Santa Maria a Monte, où il a été torturé à plusieurs reprises et reste prisonnier jusqu'en octobre 1324.
Il est ensuite ambassadeur de Florence à Pistoia, Pise, San Miniato et Volterra. En plus d'exercer le métier de notaire à Florence, entre 1333 et 1357, il a occupé par ailleurs divers postes officiels, en particulier entre 1355 et 1357, quand il traduit du latin à l'italien les lois, ordonnances et commissions promulguées par la ville de Florence.
Il est aussi un traducteur de textes classiques (on lui doit une traduction de l'Énéide notamment) et religieux, et surtout il est un des premiers commentateurs des œuvres de Dante (le Convivio, la Vita Nuova, la Lettre à Can Grande et surtout la Divine Comédie).
Il fréquente alors Arrigo Simintendi (it), Giovanni Villani et Boccace. Avec ce dernier notamment, il travaille entre août 1352 et février 1353 pour le compte de la ville de Florence, et partage surtout son intérêt pour Dante Alighieri.

## Œuvres

### Manuscrits unanimement attribués
Il s'agit principalement de traductions du latin :
- Traduction des Lettres à Lucilius de Sénèque. (conservé à la Biblioteca comunale degli Intronati de Sienne, ms. autographe C.III.25)
- Traduction de l'Énéide de Virgile, commande de Coppo di Borghese Migliorato Domenichi - dont on possède 26 manuscrits.
- Traduction des Statuts du Podestà de Florence (1355-1356) (Statuti del Comune di Firenze 19, Archivio di Stato di Firenze)
- Traduction des Ordinamenti, provvisioni e riformagioni de la Commune de Florence (1356-1357) (Statuti del Comune di Firenze 33, Archivio di Stato di Firenze)
- Traduction de sept des Commentaires sur les sept Psaumes (6, 31, 37, 50, 101, 129, 142) et du psaume 3 avec le "Enarrationes in psalmos" de Saint Augustin (ms. Firenze, Bibl. Nazionale Centrale, Palatino 11). Ce manuscrit, entièrement autographe, contient par ailleurs de la main de Lancia un résumé traduit de la Summa vitiorum de Guillaume Perrault.

et de copies et commentaires de la Divine Comédie de Dante :
- ms. Florence, Bibl. Nazionale Centrale, II I 39
- ms. New York, Pierpont Morgan Library & Museum, M 676
- ms. Florence, Bibliothèque Riccardiana, Riccardiano 1033.
- à Lancia a été récemment[4] attribuée le plus ancien fragment (260 vers, du chant XXVI, v. 67 au chant XXVIII, v. 48) de l'Enfer (ms. Conventi Soppressi H. 8. 1012, cc. 127 et 128, Biblioteca Nazionale Centrale, Florence)[5].

### Manuscrits d'attribution incertaine
D'autres manuscrits sont attribués à Lancia : traduction d'André le Chapelain, Ovide, Palladius, Sénèque, Tacite, Valère Maxime, Tacite..., mais sans certitudes.

### L'Ottimo Commento
On désigne par ce nom de convention un des plus importants commentaires datant du trecento de la Divine Comédie de Dante Alighieri, dont on possède jusqu'à 34 manuscrits (cf. notamment : cod. Laurenz. 40. 19; codd. Riccard. 1004 e Magliab. II. 1.31 della Nazionale di Firenze; codd. Vat. Barb. 4103 et Vat. Lat. 3201).
L'attribution de l'Ottimo Commento à Lancia, proposition qui date de la fin du XIXe siècle et qui a été largement reprise tout au long du XXe siècle, s'appuie sur deux manuscrits (Magliab. Conv. Soppr. J.I. 30, autrefois San Marco 221, et Vat. lat. 4776) : Lancia avait l'habitude de signer ses ouvrages et actes du sigle A.L., or sur les deux manuscrits nous pouvons lire « Finiscono le glose accolte et compilate per A.L.N.F. sopra la Comedia di Dante Alleghieri... », les initiales se comprenant alors comme "Andrea Lancia Notario Fiorentino". Mais cette proposition semble aujourd'hui caduque : en 2010, s'appuyant sur un autre manuscrit (le codex M 676 de la Pierpont Morgan Library & Museum de New York), Luca Azzetta, a en effet démontré - en mettant en exergue les erreurs et malentendus commis - que Lancia avait seulement recopié L'Ottimo, ce qui rend impossible d'identifier l'auteur de l'Ottimo avec notre notaire florentin.

### Éditions modernes
- (it) Andrea Lancia, Ordinamenti, provvisioni e riformagioni del Comune di Firenze volgarizzati da Andrea Lancia, 1355-1357 : edizione critica del testo autografo a cura di Luca Azzetta, Venise, Istituto veneto di scienze, coll. « lettere ed arti », 2001.
- (it) Andrea Lancia, Chiose alla Commedia : edizione critica a cura di Luca Azzetta, vol. 9, Rome, Salerno Editrice, coll. « Edizione Nazionale dei Commenti Danteschi », 2012

## Source
- (it) Cet article est partiellement ou en totalité issu de l’article de Wikipédia en italien intitulé « Andrea Lancia » (voir la liste des auteurs).